# Gerhard I. von Hamburg-Bremen
Gerhard I. von Hamburg-Bremen, auch Gerhard von Oldenburg-Wildeshausen († 13. August 1219 in Frankfurt am Main) war 1191/92–1216 Bischof von Osnabrück und 1210–1219 Erzbischof von Hamburg-Bremen. Er war der letzte, der bis zu seinem Tode den Hamburger Erzbischofstitel führte.

## Biografie
Gerhard war der zweite Sohn des Grafen Heinrich I. von Oldenburg aus der Wildeshausener Linie († 1167) und Salome von Geldern-Zütphen, der Tochter des Grafen Heinrich von Geldern.
Nach dem Tod von Bischof Arnold (1191) wählte ihn 1191/92 das Domkapitel Osnabrück zum neuen Bischof. Er war Anhänger der Staufer. Dieses führte zu Konflikten bei den Streitigkeiten zwischen König Philipp von Schwaben und Kaiser Otto IV. Auch soll er bei den Kirchengütern nicht umsichtig genug gewesen sein.
1210, bei der Schlichtung im Streit zweier Kontrahenten um Wahl zum Erzbischofs von Bremen, bestätigte Papst Innozenz III. keinen der beiden gewählten Kandidaten – den Schleswiger Bischof Waldemar und Burchard von Stumpenhausen, sondern sah stattdessen den bisherigen Osnabrücker Bischof Gerhard I. als Erzbischof vor. Waldemar wurde gebannt, Burchard verzichtete. Gerhard – ein Verwandter von Burchard – wurde am 30. Oktober 1210 vom Bremer Domkapitel zum Erzbischof gewählt, konnte aber sein neues Amt zunächst nicht antreten, denn die Städte Hamburg und Bremen sowie mehrere Edelherren und Bauerschaften hielten an Waldemar fest. Ohne das Pallium erhalten zu haben, nahm Waldemar nahm faktisch das Amt des Erzbischofs von 1211/12 bis 1216/17 wahr (Waldemarschen Wirren). Gerhard blieb in dieser Zeit Bischof von Osnabrück.
Verschiedene Kämpfe und Siege von Gerhard’s Großneffen Graf Heinrich II. von Hoya-Stumpenhausen (Grafschaft Hoya) gegen Bauern und Edelherren (Grafen von Stotel, Herren von Hagen im Bremischen) brachten 1212 und 1214 noch keine Entscheidung. 1215, bei der Königskrönung von Friedrich II. assistierte Gerhard als Bischof von Osnabrück, nannte sich aber danach Erzbischof. 
Die Darstellung des Kriegsverlaufs in der Bremer Bischofschronik berichtet von ein paar merkwürdigen Allianzen:
Wiewohl Waldemar als Favorit der Staufer gewählt worden war, war der Welfe Otto IV. einer seiner zähesten Unterstützer; in der Frühphase drängte er zusammen mit dem Markgrafen von Brandenburg (Albrecht II., ▲ 1205–1220) die Stadt Hamburg durch eine Belagerung auf die Seite Waldemars, in der Spätphase, also nach seiner Entmachtung auf Reichsebene, verwüstete er das Erzstift noch, nachdem sich die Stadt Bremen 1217 in der Eintracht Gerhard I. angeschlossen hatte. Der Markgraf von Brandenburg unterstützte Otto IV. obwohl er Askanier war. Den zweiten Seitenwechsel Hamburgs, also zu Gerhard, erzwang der König von Dänemark (Waldemar II. ♛ 1202–1241) zusammen mit einem Grafen Albertus, (Albrecht von Weimar-Orlamünde, 1202 bis 1217 als Lehensmann König Waldemars Graf von Holstein). Dass der Dänenkönig gegen Bischof Waldemar war, ist allerdings nicht verwunderlich, denn sein Vorgänger und er hatten diesen jahrelang gefangen gehalten, da er im Streit um die dänische Krone einer Gegenpartei angehörte.
Die Stedinger wechselten früher als die Stadt Bremen zu Gerhard über. 1217 musste auch diese ihn durch die sogenannte Eintracht akzeptieren. Darin wurden der Stadt die von Erzbischof Hartwig II. erlangten Freiheiten jedoch bestätigt. Gerhard zog mit Pomp in Bremen ein. Aber noch danach wütete Otto IV. im Stiftsgebiet (s. o.). Das Haus Oldenburg war durch Gerhards Aufstieg vom Bischof zum Erzbischof aufgewertet. Gleichzeitig war sein Bruder als Otto I. von 1204 bis 1218 Bischof von Münster, nicht zu verwechseln mit beider Neffen Graf Otto I. von Oldenburg (▲ 1233–1243), dem Sohn ihres Vetters Christian I. von Oldenburg.
1219 reiste Gerhard I. zu dem von Friedrich II. abgehaltenen Reichstag nach Frankfurt, um sich dort mit Heinrich von Braunschweig, dem Bruder Ottos IV. zu versöhnen, starb dort aber vor dem Versöhnungsakt.